# Pouillot ombré
Phylloscopus umbrovirens
Espèce
Statut de conservation UICN

 LC  : Préoccupation mineure
Le Pouillot ombré (Phylloscopus umbrovirens) est une espèce de passereaux appartenant à la famille des Phylloscopidae.

## Répartition et sous-espèces
Cet oiseau est réparti à travers les montagnes d'Afrique orientale et d'Arabie.
Selon la classification de référence du Congrès ornithologique international (15.1, 2025) il se répartit en neuf sous-espèces :
- P. u. yemenensis (Ogilvie-Grant, 1913) — monts de l'Asir ;
- P. u. williamsi Clancey, 1956 — forêts claires xériques d'altitude de Somalie ;
- P. u. umbrovirens (Rüppell, 1840) — hauts plateaux abyssins (nord) ;
- P. u. omoensis (Neumann, 1905) — hauts plateaux abyssins (sud) ;
- P. u. mackenzianus (Sharpe, 1892) — monts Imatong et centre du Kenya ;
- P. u. wilhelmi (Gyldenstolpe, 1922) — montagnes des Virunga ;
- P. u. alpinus (Ogilvie-Grant, 1906) — forêts d'altitude du rift Albertin ;
- P. u. dorcadichroa (Reichenow & Neumann, 1895) — sud du Kenya et nord de la Tanzanie ;
- P. u. fugglescouchmani (Moreau, 1941 — monts Uluguru.